# Roveňki (Bělgorodská oblast)
Roveňki (rusky Ровеньки) je sídlo městského typu v Bělgorodské oblasti v Rusku. Žije zde 10 939 obyvatel (2021).

## Geografie
Obec se nachází asi 180 kilometrů vzdušnou čarou jihovýchodně od oblastního centra Bělgorodu. Roveňkami protéká řeka Ajdar, levý přítok Severního Doňce.
Roveňki jsou správním centrem stejnojmenného okresu.

## Dějiny
Za rok založení obce se považuje rok 1650, kdy ruský car Alexej I. Michajlovič vydal nařízení o posílení jižní hranice ruského carství. Až do roku 1752 se osada jmenovala Aspen Roveňok.
V roce 1669 byl v osadě založen Chrám svatého Mikuláše Divotvůrce.
Během rolnického povstání vedené atamanem donských kozáků Kondratijem Afanasjevičem Bulavinem v letech 1707-1708 byla osada jednou z bašt povstalců. Po potlačení povstání byla osada na příkaz cara Petra I. Velikého zcela zničena. V roce 1732 byly do zaniklé osady přesídleni kozáci z Ostrogošského regimentu. Od té doby se osada začala rychle rozrůstat.
V polovině 19. století žilo v Roveňkách asi 9 tisíc obyvatel a osada se rozvinula ve významné regionální obchodní centrum.
Během Velké vlastenecké války byly Roveňki od července 1942 do 16. ledna 1943 obsazeny německou armádou. Na frontu odešlo více než pět tisíc obyvatel osady a asi 3,5 tisíce z nich padlo.
V roce 1976 získaly Roveňki status sídla městského typu.

## Hospodářství a doprava
V Roveňki jsou především menší podniky potravinářského průmyslu.
Obcí prochází regionální silnice R195 z Rossoše směrem na Ukrajinu a regionální silnice R187 přes Valujki do Nového Oskolu.

## Galerie

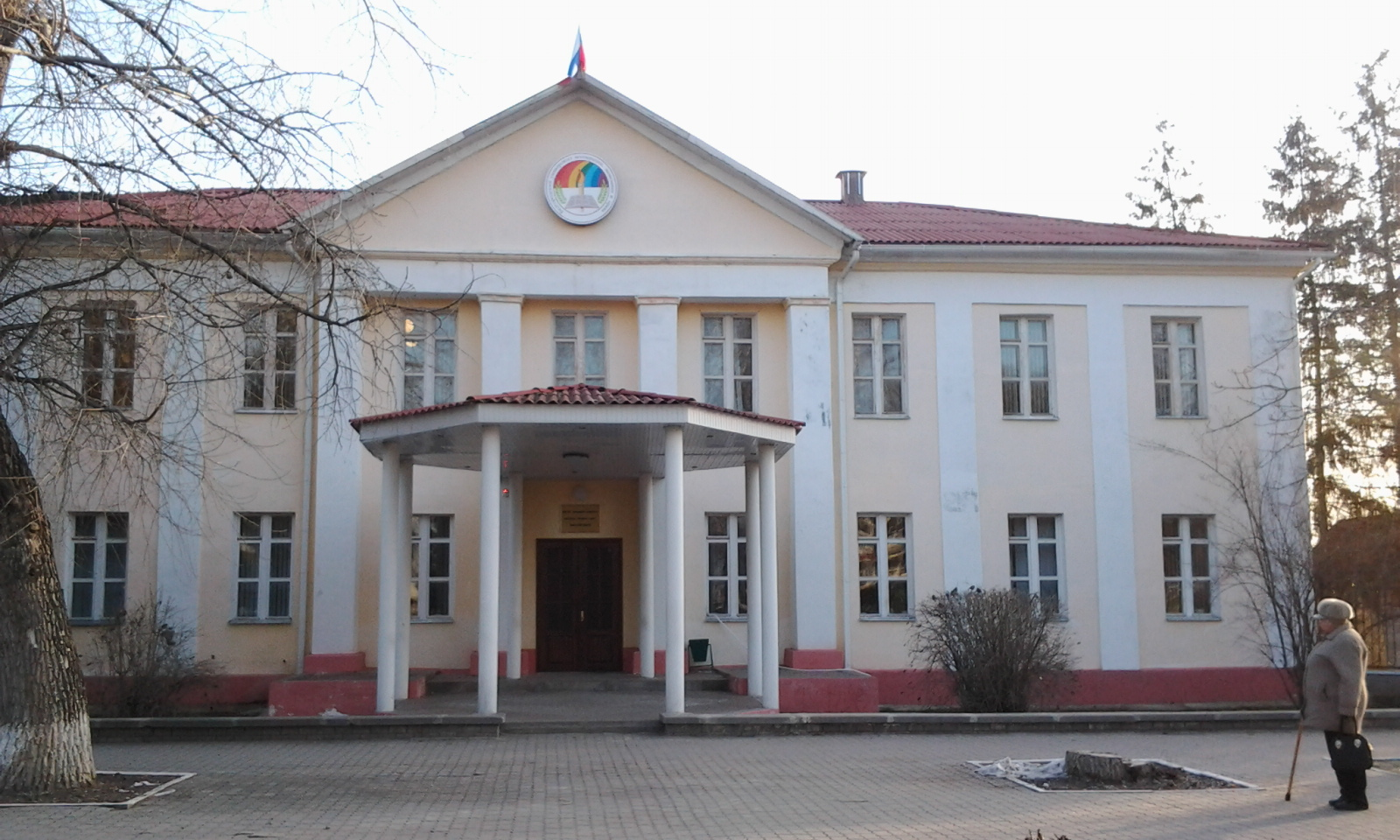
Roveňki (2014)
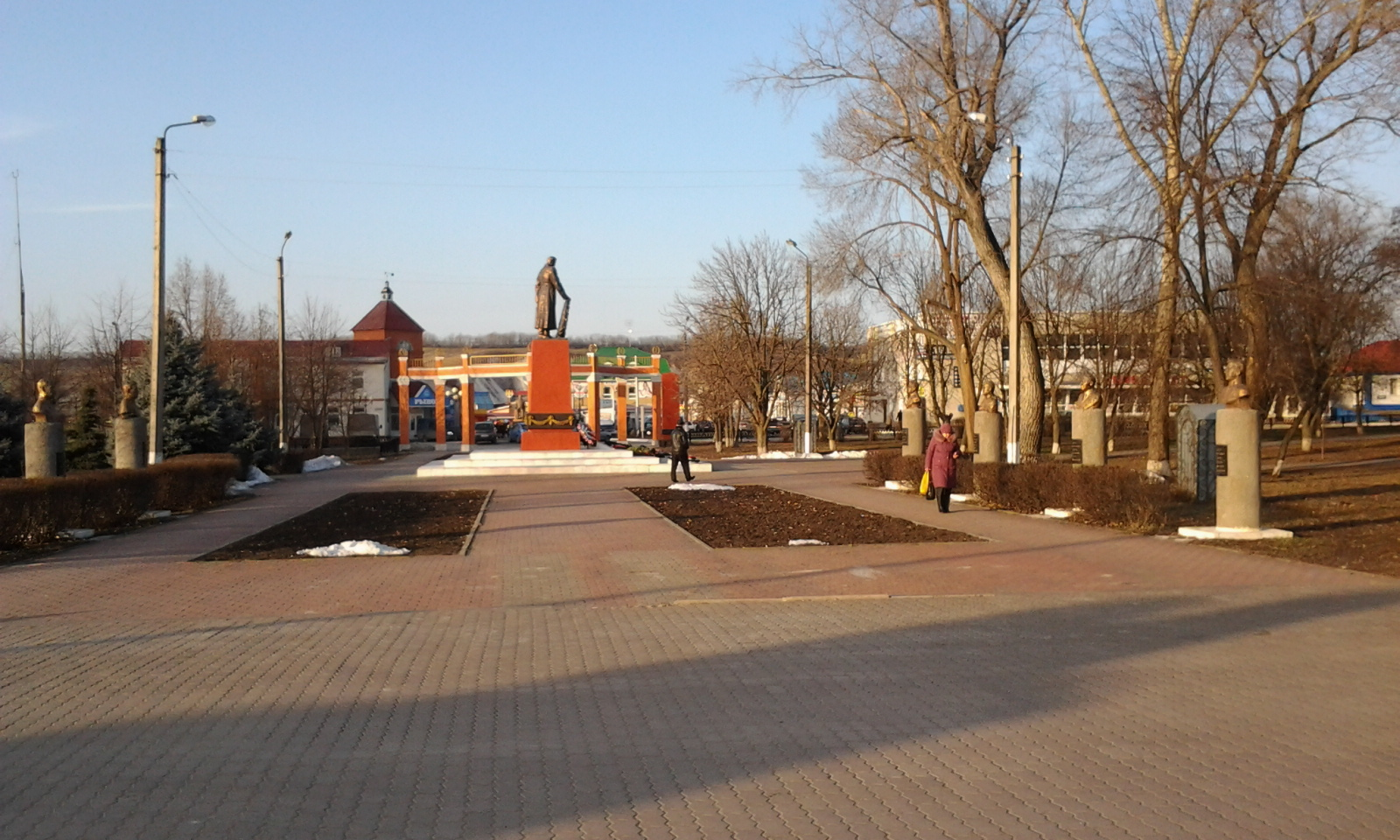
Městský park (2014)
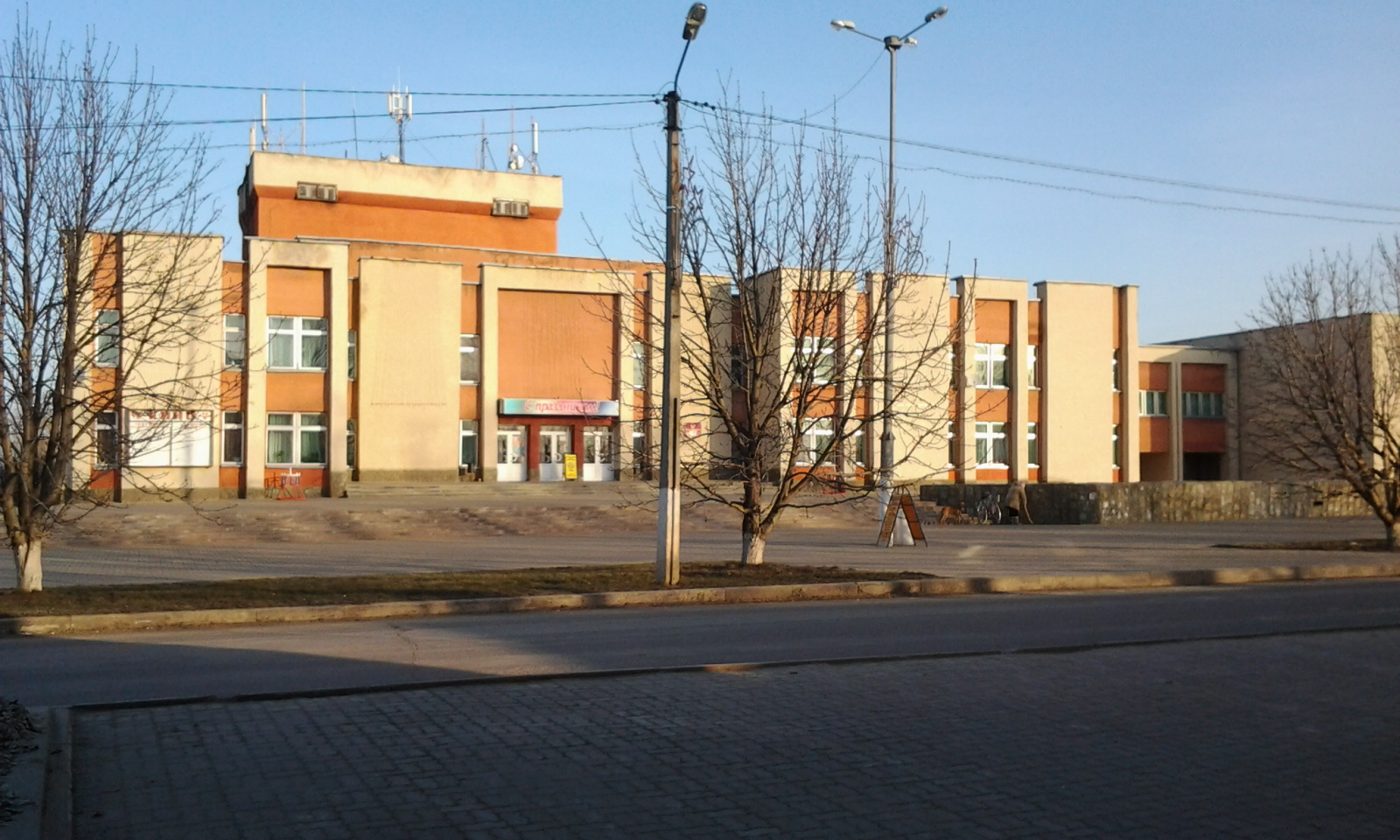
Roveňki (2014)
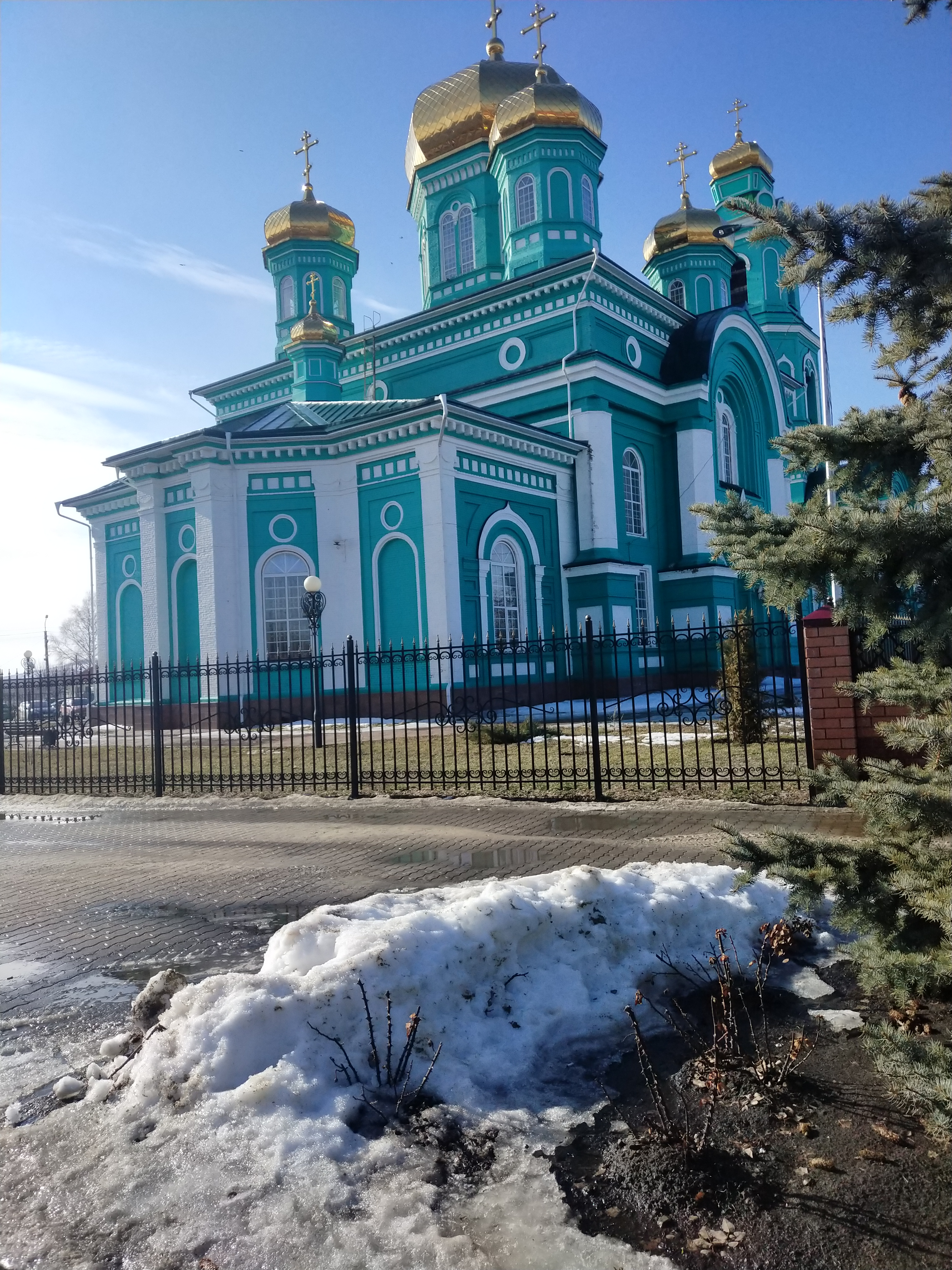
Kostel svaté Trojice (2022)